# 前田直会
前田 直会（まえだ なおより、弘化4年8月24日（1847年10月3日） - 安政3年2月13日（1856年3月19日））は、江戸時代後期の加賀八家筆頭前田土佐守家の第9代当主で、第8代当主前田直良の養子。実父は加賀藩13代藩主前田斉泰。母の名は不明。通称は静之介。旧字体表記は直會。
わずか1歳にして直良の養子となり、養父よりさらに幼い5歳にして家督を継承する。1856年、10歳で夭折した。